# Melodi Grand Prix 2024
Melodi Grand Prix 2024 – 62. edycja festiwalu, będącego norweskimi eliminacjami do 68. Konkursu Piosenki Eurowizji w Malmö. Półfinały odbyły się, kolejno: 13, 20, oraz 27 stycznia, a finał – 3 lutego. Podczas rund półfinałowych o wynikach zadecydowali telewidzowie za pomocą głosowania telefonicznego, natomiast w finale zwycięzcę wybrali wraz z międzynarodową komisją jurorską.

## Format

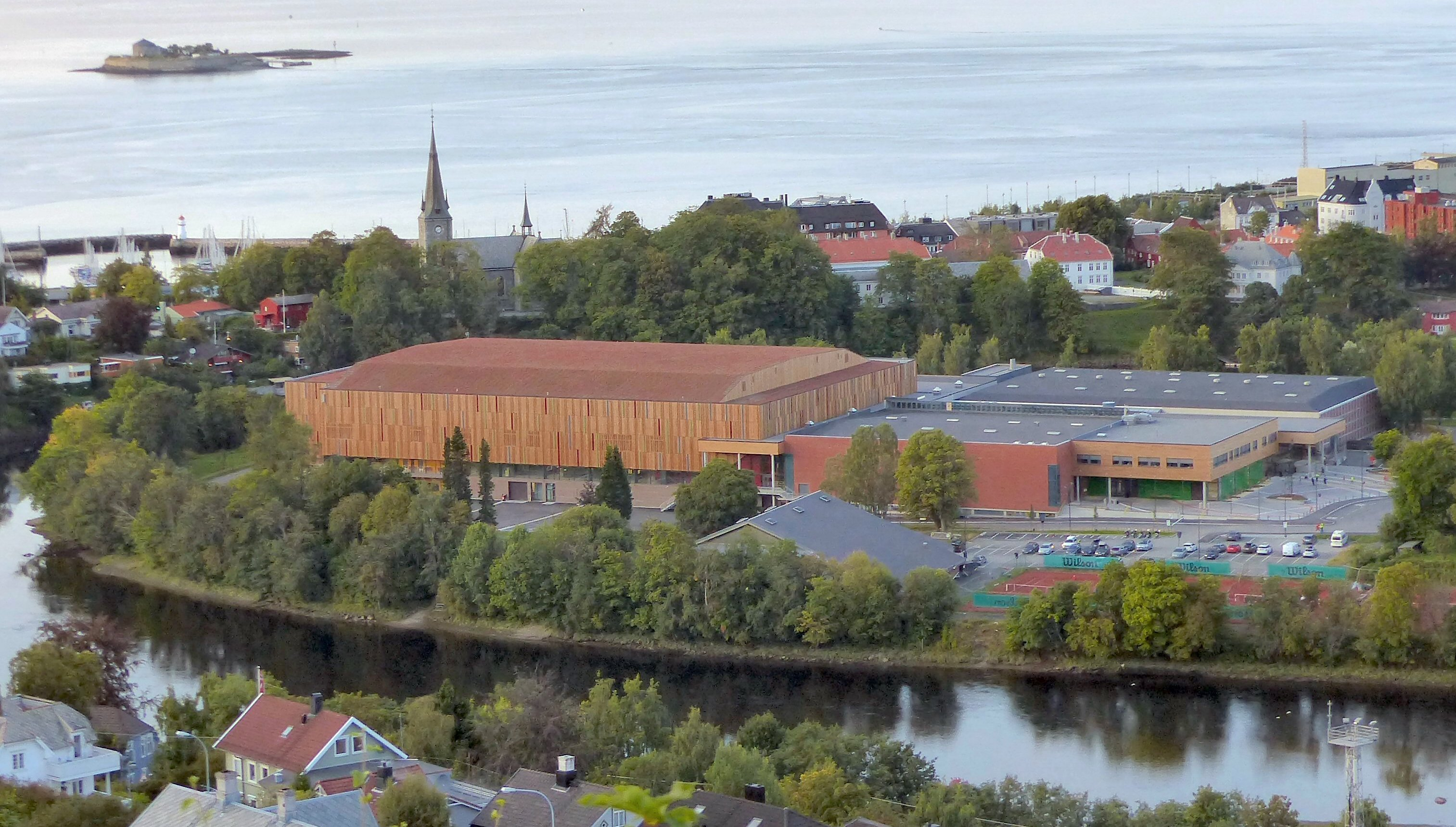
Trondheim Spektrum, miejsce organizacji koncertu finałowego Melodi Grand Prix 2024.

Konkurs składa się z trzech półfinałów; w każdym z półfinałów wystąpiło sześciu wykonawców, z których trójka konkursantów z największą liczbą głosów publiczności przechodzi do finału. W finale spośród dziewięciu uczestników telewidzowie wybrali zwycięzcę wraz z międzynarodową komisją jurorską składającą się z kilku komisji z państw z całej Europy, które zadecydowały łącznie 40% finałowego wyniku. Według norweskiego szefa delegacji w Konkursie Piosenki Eurowizji, Stiga Karlsena, który jest odpowiedzialny za organizację wydarzenia, jest to „łatwiejszy do zrozumienia model konkursu, w którym wszyscy artyści rywalizują z tego samego punktu wyjścia”, w porównaniu do poprzedniego formatu z automatycznie zakwalifikowanymi artystami.
Półfinały konkursu odbyły się w styczniu w NRK Marienlyst w Oslo, a finał – 3 lutego, w trondheimskim Spektrum. Pod koniec listopada 2023 ujawniono, że konkurs prowadzić będzie para Fredrik Solvang i Marion Raven.

### Protesty przeciwko udziałowi Izraela w Konkursie Piosenki Eurowizji
Tegoroczna edycja Melodi Grand Prix stała się obiektem działań różnych grup protestujących udział Izraela w Konkursu Piosenki Eurowizji 2024 w następstwie kryzysu humanitarnego wywołanego przez działania wojsk tego kraju na terenie strefy Gazy w wyniku wojny Izraela z Hamasem. Podczas programu ujawniającego listę uczestników 5 stycznia pod siedzibą NRK w Oslo zgromadziła się grupa osób nawołujących do wykluczenia Izraela z konkursu; wsparcie dla protestujących wyraziła m.in. Margaret Berger, uczestniczka eliminacji oraz reprezentantka Norwegii w 58. Konkursie Piosenki Eurowizji (2013).
Przed rozpoczęciem pierwszego koncertu ponownie pod NRK Marienlyst, miejscem organizacji konkursu, zgromadziła się grupa protestujących, a podczas jego transmisji na scenę wtargnęła członkini partii politycznej Rødt, która nawołała norweską publikę do „zrobienia więcej” w celu dyskwalifikacji Izraela z konkursu. Po incydencie redaktor oddziału rozrywki w norweskiej telewizji Charlo Halvorsen powiedział; NRK nie może prowadzić własnej polityki zagranicznej i nie może samodzielnie nawoływać do bojkotu kulturalnego kraju. Spośród uczestników, swój sprzeciw udziałowi Izraela wyrazili m.in. Miia, Gåte i Keiino; Gåte wyrazili również niepewność co do swojego udziału w konkursie w razie wygranej MGP, właśnie z powodu udziału Izraela.

## Uczestnicy

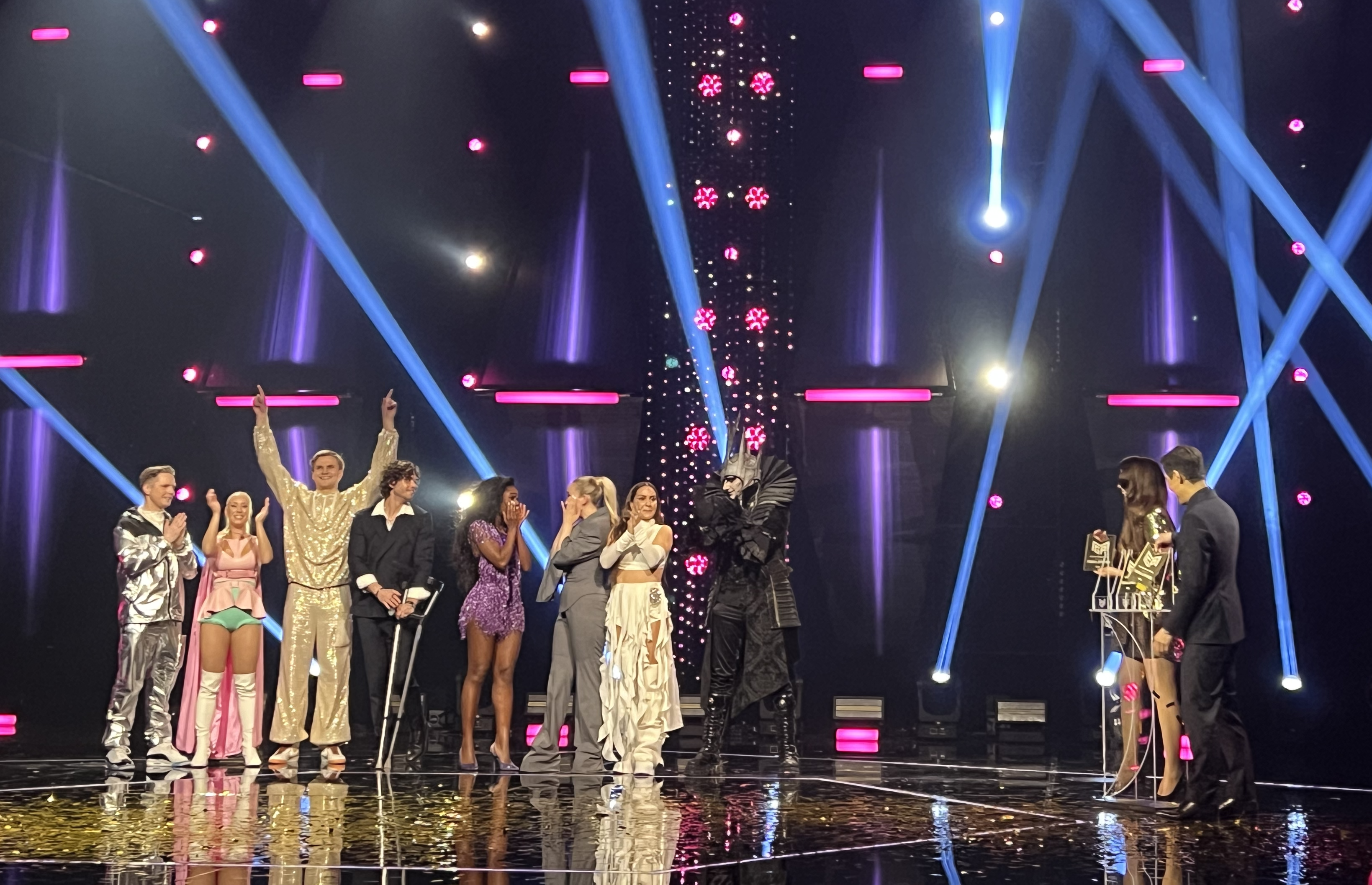
Uczestnicy pierwszego półfinału Melodi Grand Prix 2024 na scenie konkursowej podczas ogłaszania wyników.

Każdy autor tekstów i melodii, nie zważając na narodowość, miał prawo poddania maksymalnie trzech piosenek do oceny przez jury, które decyduje skład konkursu, jednak w procesie tworzenia każdej piosenki musiała brać udział co najmniej jedna osoba z norweskim obywatelstwem w celu „nadawania priorytetu i promowania norweskiej sceny muzycznej”; w lato poprzedzające konkurs zorganizowano kilka obozów, których celem było stworzenie propozycji konkursowych. Zgłoszenia zostały najpierw ocenione w ramach szeregu sesji odsłuchowych, a następnie we wrześniu poproszeni artyści wzięli udział w przesłuchaniach na żywo w obecności jury.
Po raz pierwszy w historii festiwalu zdecydowano się ustalić najwcześniejszą datę publikacji piosenek na 1 września, zgodnie z zasadami Konkursu Piosenki Eurowizji – przedtem wybrane zgłoszenia musiały być utrzymywane w tajemnicy do czasu, aż NRK pozwoliło na ich publikacje. Według nadawcy celem zmiany zasad było „stworzenie szansy na więcej dobrych piosenek i artystów dla MGP”.
| Wykonawca                                   | Utwór                  | Kompozytor(zy) |
| ------------------------------------------- | ---------------------- | --- |
| Annprincess                                 | „Save Me”              | Annprincess Johnson |
| Dag Erik Oksvold i Anne Fagermo             | „Judge Tenderly of Me” | Dag Erik Oksvold, Alexander Pettersen, Anne Fagermo                                                                                               |
| Eli Kristin                                 | „Touch of Venus”       | Ronny Graff Janssen, Eli Kristin Hanssveen |
| Farida                                      | „Heartache”            | Farida Louise Bolseth Benounis, Kristian Wiik, Ilja Eriksson, Olav Tokerud                                                                        |
| Fredrik Halland                             | „Stranded”             | Fredrik Halland, Jenson Vaughan, Ruthy Raba |
| Gothminister                                | „We Come Alive”        | Bjørn Alexander Brem |
| Gåte                                        | „Ulveham”              | Sveinung Eklo Sundli, Ronny Graff Janssen, Marit Jensen Lillebuen, Gunnhild Sundli, Magnus Børmark, Jon Even Schärer                              |
| Ingrid Jasmin                               | „Eya”                  | Ingrid Jasmin Vogt, Jonas Kroon |
| Keiino                                      | „Damdiggida”           | Alexandra Rotan, Fred Buljo, Tom Hugo Hermansen, Alexander N. Olsson, Jakob Redtzer                                                               |
| Margaret Berger                             | „Oblivion”             | Margaret Berger, Anders Kjær, Monica Engeseth, Sivert Hjeltnes Hagtvedt                                                                           |
| Mathilde SPZ feat. Chris Archer i Slam Dunk | „Woman Show”           | Audun Agnar Guldbrandsen, Silje Montsko Blandkjenn, Emmy Kristine Guttulsrud Kristiansen, Linda Dale, Christopher Colin Archer, Mathilde Espeseth |
| Miia                                        | „Green Lights”         | Benjamin Dan Ravn Fahre, Mia Virik Kristensen, Mugoshi David Nhonzi, Emelie Hollow, Ida Botten                                                    |
| Mileo                                       | „You're Mine”          | Miles Curtis Sesselmann |
| Mistra                                      | „Waltz of Death”       | Benedicte Adrian, Anders Odden |
| Myra                                        | „Heart on Fire”        | David Atarodiyan, Svein Hermansen, Regina Tucker                                                                                                  |
| Super Rob i Erika Norwich                   | „My AI”                | Lars Horn Lavik, Super Rob, Erika Norwich, Kristian Liljan                                                                                        |
| Thomas Jenssen                              | „Take Me to Heaven”    | Thomas Jenssen, Ricky Hanley, David Fremberg, Jonas Holteberg Jensen                                                                              |
| Vidar Villa                                 | „Mer”                  | Vidar Mohaugen, Jonas Thomassen, Martin Thomassen, Mathias Nilsen                                                                                 |

## Półfinały
Legenda:
     Uczestnicy, którzy awansowali do finału

### Półfinał 1
Pierwszy półfinał odbył się 13 stycznia 2024.
| L.p | Wykonawca                                   | Utwór           | Wynik   |
| --- | ------------------------------------------- | --------------- | ------- |
| 1   | Mathilde SPZ feat. Chris Archer i Slam Dunk | „Woman Show”    | Odpadli |
| 2   | Fredrik Halland                             | „Stranded”      | Odpadł  |
| 3   | Myra                                        | „Heart on Fire” | Odpadła |
| 4   | Gothminister                                | „We Come Alive” | Finał   |
| 5   | Ingrid Jasmin                               | „Eya”           | Finał   |
| 6   | Margaret Berger                             | „Oblivion”      | Finał   |

### Półfinał 2
Drugi półfinał odbył się 20 stycznia 2024.
| L.p | Wykonawca                       | Utwór                  | Wynik   |
| --- | ------------------------------- | ---------------------- | ------- |
| 1   | Farida                          | „Heartache”            | Odpadła |
| 2   | Mileo                           | „You're Mine”          | Odpadł  |
| 3   | Eli Kristin                     | „Touch of Venus”       | Odpadła |
| 4   | Super Rob i Erika Norwich       | „My AI”                | Finał   |
| 5   | Dag Erik Oksvold i Anne Fagermo | „Judge Tenderly of Me” | Finał   |
| 6   | Gåte                            | „Ulveham”              | Finał   |

### Półfinał 3
Trzeci półfinał odbył się 27 stycznia 2024.
| L.p | Wykonawca      | Utwór               | Wynik   |
| --- | -------------- | ------------------- | ------- |
| 1   | Vidar Villa    | „Mer”               | Odpadł  |
| 2   | Mistra         | „Waltz of Death”    | Odpadli |
| 3   | Thomas Jenssen | „Take Me to Heaven” | Odpadł  |
| 4   | Annprincess    | „Save Me”           | Finał   |
| 5   | Miia           | „Green Lights”      | Finał   |
| 6   | Keiino         | „Damdiggida”        | Finał   |

## Finał
Finał odbył się 3 lutego 2024 w Spektrum w Trondheim.
Pod koniec stycznia organizatorzy odkryli, iż utwór „Ulveham” zespołu Gåte nie spełnia kryteriów oryginalności wymaganych do udziału w konkursie; po naradzie z przedstawicielami EBU zdecydowano, że dźwięk rozpoczynający piosenkę, wywodzący się z folkowego utworu, może pozostać w kompozycji, jednak identyczny do średniowiecznej ballady tekst będzie musiał zostać spisany od nowa. Kompozycja, która później okazała się zwycięską, została wykonana po raz pierwszy w nowej aranżacji podczas finału.
Legenda:
     Zdobywca pierwszego miejsca
     Zdobywca drugiego miejsca
     Zdobywca trzeciego miejsca
| Lp. | Wykonawca                       | Piosenka               | Jury | Widzowie | Widzowie | Suma | Miejsce |
| Lp. | Wykonawca                       | Piosenka               | Jury | Głosy    | Punkty   | Suma | Miejsce |
| --- | ------------------------------- | ---------------------- | ---- | -------- | -------- | ---- | ------- |
| 1   | Keiino                          | „Damdiggida”           | 98   | 64 257   | 146      | 244  | 2       |
| 2   | Annprincess                     | „Save Me”              | 16   | 7 665    | 17       | 33   | 9       |
| 3   | Gothminister                    | „We Come Alive”        | 35   | 35 219   | 80       | 115  | 4       |
| 4   | Ingrid Jasmin                   | „Eya”                  | 22   | 8 860    | 20       | 42   | 8       |
| 5   | Miia                            | „Green Lights”         | 54   | 9 858    | 22       | 76   | 6       |
| 6   | Margaret Berger                 | „Oblivion”             | 26   | 8 366    | 19       | 45   | 7       |
| 7   | Dag Erik Oksvold i Anne Fagermo | „Judge Tenderly of Me” | 58   | 20 902   | 47       | 105  | 5       |
| 8   | Gåte                            | „Ulveham”              | 76   | 76 672   | 174      | 250  | 1       |
| 9   | Super Rob i Erika Norwich       | „My AI”                | 45   | 53 048   | 120      | 165  | 3       |

| Głosy jurorów | Głosy jurorów          | Głosy jurorów   | Głosy jurorów | Głosy jurorów | Głosy jurorów | Głosy jurorów | Głosy jurorów | Głosy jurorów | Głosy jurorów | Głosy jurorów | Głosy jurorów | Głosy jurorów |
| Lp. | Piosenka               | Wielka Brytania | Finlandia     | Szwajcaria    | Estonia       | Azerbejdżan   | Dania         | Holandia      | Islandia      | Czechy        | Szwecja       | Suma          |
| --- | ---------------------- | --------------- | ------------- | ------------- | ------------- | ------------- | ------------- | ------------- | ------------- | ------------- | ------------- | ------------- |
| 1 | „Damdiggida”           | 6               | 8             | 12            | 12            | 12            | 10            | 12            | 12            | 6             | 8             | 98            |
| 2 | „Save Me”              | 2               | 2             |               | 1             | 2             | 2             | 6             |               | 1             |               | 16            |
| 3 | „We Come Alive”        |                 | 6             | 6             | 6             |               | 1             |               |               | 4             | 12            | 35            |
| 4 | „Eya”                  |                 |               |               |               | 6             | 6             | 2             | 6             |               | 2             | 22            |
| 5 | „Green Lights”         | 8               | 12            | 4             |               |               | 4             | 10            | 4             | 8             | 4             | 54            |
| 6 | „Oblivion”             | 1               | 1             | 1             | 2             | 1             | 8             | 8             | 2             | 2             |               | 26            |
| 7 | „Judge Tenderly of Me” | 12              |               | 2             | 8             | 4             | 12            | 1             | 8             | 10            | 1             | 58            |
| 8 | „Ulveham”              | 4               | 10            | 10            | 10            | 10            |               |               | 10            | 12            | 10            | 76            |
| 9 | „My AI”                | 10              | 4             | 8             | 4             | 8             |               | 4             | 1             |               | 6             | 45            |
| Sekretarze międzynarodowej komisji jurorskiej |                        |                 |               |               |               |               |               |               |               |               |               |               |
| - – Andrew Cartmell - – Alina Rautava - – Remo Forrer - – Riin Vaan - – Isa Melikov - – Molly Plank - – Maxime Klein Nagelvoort - – Felix Bergsson - – Jan Bors - – Natalie Carrion |                        |                 |               |               |               |               |               |               |               |               |               |               |

## Statystyki

### Oglądalność
| Etap       | Data             | Widzowie | Źr.    |
| ---------- | ---------------- | -------- | ------ |
| Półfinał 1 | 13 stycznia 2024 | 532 000  | [ 43 ] |
| Półfinał 2 | 20 stycznia 2024 | 547 000  | [ 44 ] |
| Półfinał 3 | 27 stycznia 2024 | 497 000  | [ 45 ] |
| Finał      | 3 lutego 2024    | 843 000  | [ 46 ] |